# 아시아 양궁 선수권 대회
아시아 양궁 선수권 대회(영어: Asian Archery Championships)는 아시아 양궁 연맹이 주최하는 아시아와 오세아니아 지역의 양궁 국제 대회이다.

## 역대 대회
| 횟수 | 연도 | 개최국         | 개최 도시 |
| ---- | ---- | -------------- | --------- |
| 1    | 1980 | 인도           | 캘커타    |
| 2    | 1981 | 싱가포르       | 싱가포르  |
| 3    | 1993 | 홍콩           | 홍콩      |
| 4    | 1985 | 인도네시아     | 자카르타  |
| 5    | 1988 | 중화인민공화국 | 베이징    |
| 6    | 1989 | 필리핀         | 마닐라    |
| 7    | 1993 | 인도네시아     | 자카르타  |
| 8    | 1996 | 태국           | 촌부리    |
| 9    | 1997 | 말레이시아     | 랑카위    |
| 10   | 1999 | 중화인민공화국 | 베이징    |
| 11   | 2001 | 홍콩           | 홍콩      |
| 12   | 2003 | 미얀마         | 양곤      |
| 13   | 2005 | 인도           | 뉴델리    |
| 14   | 2007 | 중화인민공화국 | 시안      |
| 15   | 2009 | 인도네시아     | 덴파사르  |
| 16   | 2011 | 이란           | 테헤란    |
| 17   | 2013 | 중화 타이베이  | 타이베이  |
| 18   | 2015 | 태국           | 방콕      |
| 19   | 2017 | 방글라데시     | 다카      |
| 20   | 2019 | 태국           | 방콕      |
| 21   | 2021 | 방글라데시     | 다카      |
| 22   | 2023 | 태국           | 방콕      |
| 23   | 2025 | 방글라데시     | 다카      |